# Enrico Bombieri
Enrico Bombieri (Olaszország, Milánó, 1940. november 26. –) matematikus. 1974-ben elnyerte a Fields-érmet.

## Tanulmányai
A Milánói Egyetemen szerezte meg PhD-fokozatát. Témavezetője Giovanni Ricci volt. Jelenleg az Institute for Advanced Study-ban végez kutatásokat. 1996-ban a National Academy of Sciences a tagjai közé választotta.

## Kutatásai
Számelmélettel, analízissel és geometriával foglalkozik.